# Sabacon franzi
Espèce
Sabacon franzi est une espèce d'opilions dyspnois de la famille des Sabaconidae.

## Distribution
Cette espèce est endémique d'Espagne. Elle se rencontre dans la Sierra de Ancares et dans les pics d'Europe.

## Description
Le juvénile holotype mesure 4,5 mm.

## Systématique et taxinomie
Cette espèce a été décrite par Roewer en 1953.

## Étymologie
Cette espèce est nommée en l'honneur de Herbert Franz.

## Publication originale
- Roewer, 1953 : « Mediterrane Opiliones Palpatores. » Abhandlungen vom Naturwissenschaftlichen Verein zu Bremen, vol. 33, no 2, p. 201–210.